# 데이비드 홀

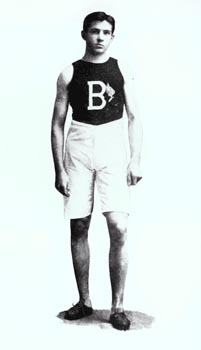

데이비드 홀(David Hall, 본명: 데이비드 코놀리 홀, David Connolly Hall, 1875년 5월 1일 – 1972년 5월 27일)은 미국의 트랙 필드 선수, 육상 및 농구 코치, 대학 교수였다. 1907년부터 1908년까지 오클라호마 대학교에서, 1908년부터 1910년까지 워싱턴 대학교에서 수석 농구 코치를 역임했다.
캐나다 퀘벡주 셰르브루크에서 태어나 시애틀에서 사망했다. 1900년 파리 하계 올림픽 육상 800m 경주에서 동메달을 획득했다. 그의 결승전 시간은 알려지지 않았다. 경주는 홀이 1분 59초의 시간으로 우승한 예선에서 2위를 차지한 알프레드 티소(Alfred Tysoe)가 승리했다. 홀은 또한 1900년 올림픽에서 1500m에 출전하여 4위를 기록했다.